# David McCallum
Pour les articles homonymes, voir McCallum.
David McCallum est un acteur américano-britannique, né le 19 septembre 1933 à Glasgow (Écosse) et mort le 25 septembre 2023 à New-York. Il a aussi composé quelques morceaux de musique dans les années 1960.
Il est connu du grand public, principalement pour ses rôles dans plusieurs séries télévisées, notamment dans celui d'Illya Kouriakine, un agent secret d'origine russe dans Des agents très spéciaux (1964-1968), celui de Daniel Westin dans L'Homme invisible (1975-1976) et celui du médecin légiste Donald « Ducky » Mallard dans NCIS : Enquêtes spéciales (2003-2023).

## Biographie

### Jeunesse et études
David Keith McCallum Jr. est le fils de David McCallum Sr., premier violon à l’Orchestre philharmonique de Londres, et de Dorothy Dorman, violoncelliste. Il fait brièvement des études de musique (hautbois) au Conservatoire royal de musique et quitte ce dernier pour entrer à la Royal Academy of Arts.

### Carrière

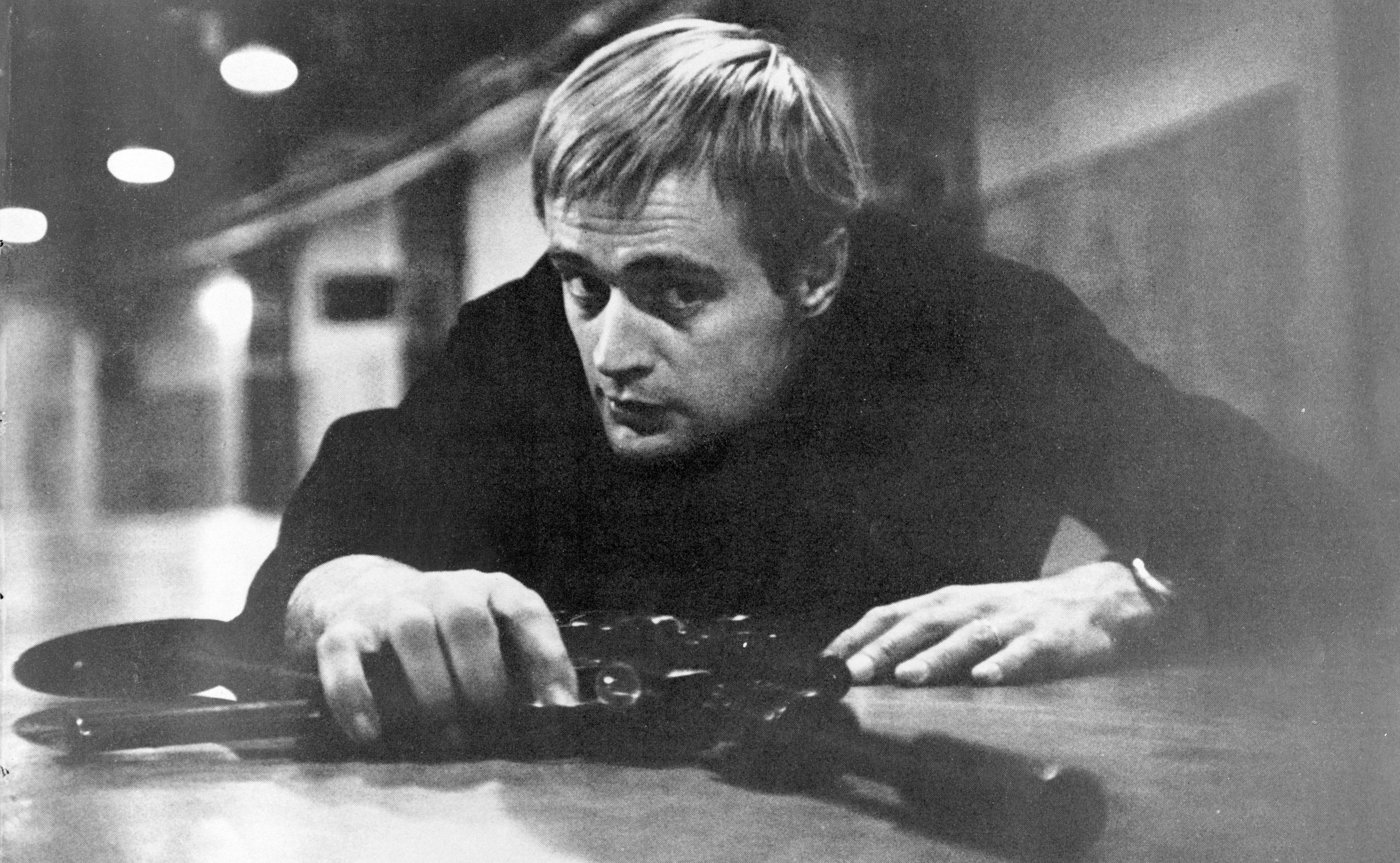
David McCallum dans Des agents très spéciaux.

David McCallum tourne dans une douzaine de films au Royaume-Uni. Il participe entre autres à La Grande Évasion (1963) avec d'autres grands acteurs de l'époque dont Steve McQueen, Charles Bronson, Richard Attenborough, James Coburn, etc.
C'est cependant à la télévision qu'il décroche ses rôles les plus populaires. Dans la série télévisée Des agents très spéciaux, tournée entre 1964 et 1968, il incarne l'espion Illya Kouriakine aux côtés de Robert Vaughn. En 1975, il est Daniel Westin, le héros de la série L'Homme invisible.
À partir de 2003, il interprète le rôle du médecin légiste Donald  « Ducky » Mallard dans la série télévisée NCIS : Enquêtes spéciales et devient rapidement l'un des personnages les plus populaires de la série. En raison de son âge et à sa demande, l'acteur apparaît de moins en moins à partir de la saison 15. Après le départ de Mark Harmon (qui tient le rôle de Leroy Jethro Gibbs) au début de la saison 19, il devient le seul acteur à être présent dans la série depuis le tout premier épisode.

### Vie privée

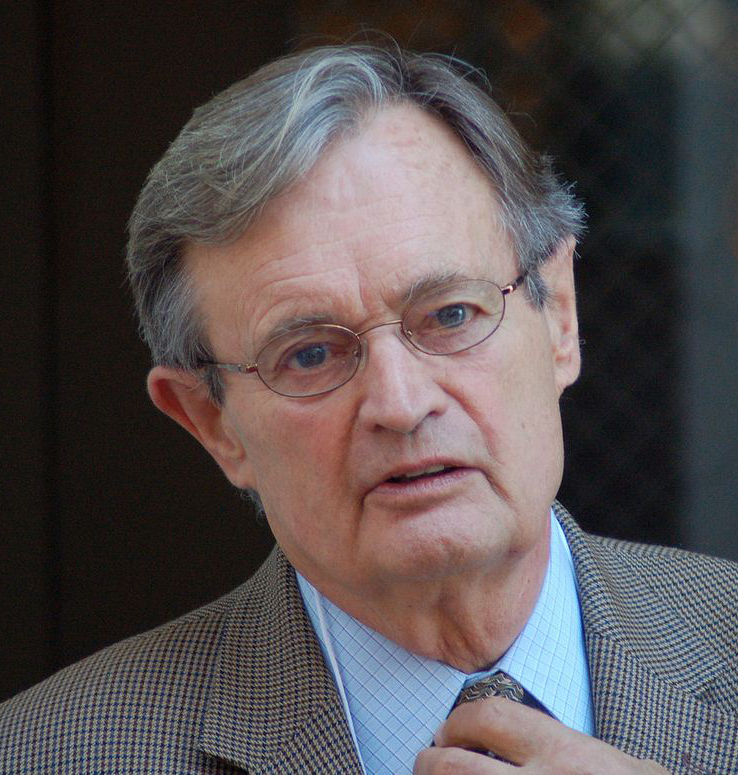
David McCallum en 2012.

De 1957 à 1968, David McCallum a été marié à l'actrice Jill Ireland. Le couple a eu trois fils : Paul, Jason — adopté et mort en 1989 des suites d'une overdose — et Valentine, musicien connu sous le nom de Val McCallum (en). Jill Ireland s'est remariée à Charles Bronson que David McCallum avait lui-même présenté à sa femme sur le tournage de La Grande Évasion. Charles Bronson aurait alors annoncé à David McCallum : « Je vais épouser ta femme ».
En 1968, McCallum a épousé Katherine Carpenter, une mannequin new-yorkaise dont le père avait servi durant la bataille d'Iwo Jima (1945). De cette union sont nés deux enfants : Peter et Sophie.
McCallum a obtenu la nationalité américaine le 27 août 1999.

### Mort
David McCallum est mort le 25 septembre 2023

## Filmographie

### Cinéma
- 1957 : Intelligence Service (Ill Met by Moonlight) de Michael Powell et Emeric Pressburger : le matelot (non crédité).
- 1957 : Faux Policiers de Clive Donner : Mike Wilson.
- 1957 : Les Années dangereuses (These Dangerous Years) d'Herbert Wilcox.
- 1957 : Train d'enfer (Hell Drivers) de Cy Endfield : Jimmy Yately.
- 1957 : À main armée (Robbery Under Arms) de Jack Lee : Jim Marston.
- 1958 : Jeunesse délinquante (Violent Playground) de Basil Dearden : Johnnie Murphy.
- 1958 : Atlantique, latitude 41° (A Night to Remember) de Roy Ward Baker : Harold Bride (2e opérateur radio du Titanic).
- 1961 : Karolina Riječka de Vladimir Pogačić.
- 1961 : Jungle Street de Charles Saunders : Terry Collins.
- 1961 : La Patrouille égarée (The Long and the Short and the Tall) de Leslie Norman : Sammy Whitaker.
- 1962 : Billy Budd de Peter Ustinov : Steven Wyatt.
- 1962 : Freud, passions secrètes (Freud) de John Huston : Carl von Schlossen.
- 1963 : La Grande Évasion de John Sturges : le commandeur Eric Ashley-Pitt « Dispersion ».
- 1965 : The Spy whith My Face de John Newland : Illya Kouriakine[b].
- 1965 : La Plus Grande Histoire jamais contée (The Greatest Story Ever Told) de George Stevens, David Lean et Jean Negulesco : Judas Iscariote.
- 1966 : Un espion de trop (One Spy Too Many) de Joseph Sargent : Illya Kouriakine[b].
- 1966 : Un de nos espions a disparu (One of Our Spies Is Missing) d'E. Darrel Hallembeck : Illya Kouriakine[b].
- 1966 : Le Tour du monde sous les mers (Around the World Under the Sea) d'Andrew Marton : Dr Philip Volker.
- 1967 : La Belle et le Serpent (Three Bites of the Apple) d'Alvin Ganzer : Stanley Thrumm.
- 1967 : L'Espion au chapeau vert (The Spy in the Green Hat) d'Henry W. George : Illya Kouriakine[b].
- 1967 : Tueurs au karaté (The Karaté Killers) de Barry Shear : Illya Kouriakine[b].
- 1968 : Les Corrupteurs (Sol Madrid) de Brian G. Hutton : Sol Madrid.
- 1968 : Espions en hélicoptère (The Helicopter Spies) de Boris Sagal : Illya Kouriakine[b].
- 1969 : Opération V2 (Mosquito Squadron) de Boris Sagal : Quint Munroe.
- 1969 : La Capture (La cattura) de Paolo Cavara : le sergent Stephen Holmann.
- 1976 : Les Chiens fous (Dogs) de Burt Brinckerhoff : Harlan Thompson.
- 1976 : The Kingfisher Caper de Dirk DeVilliers : Benedict.
- 1979 : King Solomon's Treasure d'Alvin Rakoff : Sir Henry Curtis.
- 1980 : Les Yeux de la forêt (The Watcher in the Woods) de John Hough : Paul Curtis.
- 1985 : Mort par ordinateur (Terminal Choice) de Sheldon Larry : Dr Giles Dodson.
- 1990 : The Haunting of Morella de Jim Wynorski : Gideon.
- 1991 : Hear My Song de Peter Chelsom : Jim Abbott.
- 1993 : Fatal Inheritance de Gabrielle Beaumont : Brandon Murphy.
- 1993 : Dirty Weekend de Michael Winner : Reggie.
- 1994 : Healer de John G. Thomas : le Chacal.
- 2000 : Cherry de Jon Glascoe et Joseph Pierson : Mammy.
- 2008 : Batman : Contes de Gotham de Yasuhiro Aoki : Alfred Pennyworth (voix anglophone).
- 2009 : Wonder Woman de Lauren Montgomery : Zeus (voix anglophone).

### Télévision

#### Téléfilms
- 1959 : Antigone : Hémon.
- 1962 : Wuthering Heights de Rudolph Cartier : Edgar Linton.
- 1964 : The Unknown de Gerd Oswald : Tone Hobart.
- 1969 : Teacher, Teacher de Fielder Cook : Hamilton Cade.
- 1970 : L'Obsession infernale (Hauser's Memory) de Boris Sagal : Hillel Mondoro.
- 1972 : L'Attente (She Waits) de Delbert Mann : Mark Wilson.
- 1973 : Screaming Skull de Gloria Monty.
- 1973 : Vin, vacances et vahinés (The Six Million Dollar Man: Wine, Women and War) de Russ Mayberry : Alexi Kaslov.
- 1973 : Frankenstein de Jack Smight : Dr Henry Clerval.
- 1978 : Les Aventures de David Balfour (de) (Kidnapped) de Jean-Pierre Decourt : Alan Breck Stewart.
- 1983 : Le Retour des agents très spéciaux (The Return of the Man from UNCLE: The Fifteen Years Later) de Ray Austin : Illya Kouriakine.
- 1985 : En territoire ennemi (Behind Enemy Lines) de Sheldon Larry : le lieutenant-colonel Shelley Flynn.
- 1986 : Az aranyifjú de Levente Málnay.
- 1988 : Freedom Fighter de Desmond Davis : le sergent Kemper.
- 1989 : Un amour qui tue (Mother Love) de Simon Langton : Sir Alexander « Alex » Vesey.
- 1989 : The Return of Sam McCloud d'Alan J. Levi : inspecteur Craig.
- 1990 : Poker d'amour à Las Vegas (Lucky Chances) de Buzz Kulik : Bernard Dimes.
- 1991 : The Man Who Lived at the Ritz de Desmond Davis : Charlie Ritz.
- 1994 : Shattered Image de Fritz Kiersch : Ben.
- 1997 : Death Game de Randy Cheveldave : Malius.
- 1998 : March in Windy City de Graham Theakston : Daniel Paterson / Dimitri Petrovsky.
- 1998 : La Dynastie des Carey-Lewis : Le Grand Retour (Coming Home) de Giles Foster : le major Billy Fawcett.
- 1999 : The Titanic Chronicles : narrateur.

#### Séries télévisées
- 1956 : ITV Television Playhouse, épisode The Blood Is Strong (1-32) : James.
- 1958 - 1959 : Our Mutual Friend (en), 10 épisodes : Eugene Wrayburn.
- 1958 : ITV Television Playhouse, épisode Cry Silence (3-22) : un agent.
- 1959 : The Eustace Diamonds, 6 épisodes : Frank Greystock.
- 1959 : ITV Play of the Week, épisode The Skin of Our Teeth (4-29) : Henry Antrobus.
- 1959 : BBC Sunday-Night Theatre, épisode Crime Passionnel (10-38) : Hugo.
- 1959-1960 : Armchair Theatre, épisodes The Shadow of the Ruthless (3-33) et On the Spot (3-89) : narrateur.
- 1960 : Knight Errant Limited, épisode The Silent Heart (2-5).
- 1960 : Emma, 5 épisodes : Frank Churchill.
- 1960 : BBC Sunday-Night Play, épisode Twentieth Century Theatre: The Vortex (1-18) : Nicky Lancaster.
- 1960 : ITV Television Playhouse, épisode The Unquiet Spirit (5-39) : Robert.
- 1960 : Juke Box Jury, épisode datant du 10 décembre 1960.
- 1960 : ITV Play of the Week, épisode The Pot Carriers (6-11) : Rainbow.
- 1961 : ITV Play of the Week, épisode Midnight Sun (6-32) : le lieutenant Fulda.
- 1961 : Sir Francis Drake, le corsaire de la reine (Sir Francis Drake), épisode Le Dragon anglais (The English Dragon, 1-6) : Lord Oakeshott.
- 1963 : Au-delà du réel (The Outer Limits), épisode Le Sixième Doigt (The Sixth Finger) (1-5) : Gwyllim Griffiths.
- 1964 : Les Voyages de Jaimie McPheeters (The Travels of Jaimie McPheeters), épisode The Day of the Search (1-18) : Prophet.
- 1964 : Perry Mason, épisode The Case of the Fifty Millionth Frenchman (7-19) : Philippe Bertain.
- 1964 : The Great Adventure (en), épisodes Kentucky's Bloody Ground (1-23) et The Siege of Boonesborough (1-24) : le capitaine Hanning.
- 1964 : Au-delà du réel (The Outer Limits), épisode La Porte du passé (The Forms of Things Unknown) (1-32) : Tone Hobart.
- 1964 : Profiles in Courage, épisode John Adams (1-7) : John Adams.
- 1964-1968 : Des agents très spéciaux (The Man from U.N.C.L.E.), 104 épisodes : Illya Kouriakine.
- 1966 : Ne mangez pas les marguerites (Please Don't Eat the Daisies), épisode Say UNCLE (1-18) : Illya Kouriakine.
- 1969 : Hallmark Hall of Fame, épisode Teacher, Teacher (18-3) : Hamilton Cade / épisode The File on Devlin (19-1) : Kenneth Canfield.
- 1971 : Night Gallery, épisode The Phantom Farmhouse/Silent Snow, Secret Snow (2-5) : Dr Joel Winter.
- 1971 : L'Homme de la cité (The Man and the City), épisode Pipe Me a Loving Tune (1-12).
- 1972 : Norman Corwin Presents, épisodes Crown of Rages (1-18) et The Pursuit (1-26).
- 1972 : Docteur Marcus Welby (Marcus Welby, M.D.), épisode Just a Little Courage (3-21) : Brian Kenny.
- 1972-1974 : Colditz, 26 épisodes : Flight lieutenant (capitaine) Simon Carter.
- 1973 : L'Homme qui valait trois milliards (The Six Million Dollar Man) : Alexi Kaslov.
- 1975 - 1976 : L'Homme invisible (The Invisible Man), 13 épisodes : Dr Daniel Westin.
- 1976 : Bert D'Angelo/Superstar, épisode A Noise in the Streets (1-6) : Cobb.
- 1979-1982 : Sapphire and Steel, 34 épisodes : Steel.
- 1982 : Strike Force (en), épisode Ice (1-9) : William Hadley
- 1983 : Pour l'amour du risque (Hart to Hart), épisode Les Chasses de Monsieur Davenport (Hunted Harts, 4-11) : Geoffrey Atterton .
- 1983 : As the World Turns : Maurice Vermeil.
- 1984 : L'Homme au katana (The Master), épisode Hostages (1-4) : Castile.
- 1985 : Histoires singulières (Hammer House of Mystery and Suspense), épisode The Corvini Inheritance (1-10) : Frank Lane.
- 1986 : L'Agence tous risques (The A-Team), épisode « Une vieille amitié » (The Say U.N.C.L.E. Affair,5-6) : Ivan.
- 1987 : Matlock, épisode « Le Milliardaire - 1re partie » (The Billionaire - Part 1) (2-1) : Phil Dudley.
- 1988 : Alfred Hitchcock présente (Alfred Hitchcock Presents), épisode « Murder Party » (3-11) : le lieutenant Cavanaugh.
- 1988 : Monsters, épisode « The Feverman » (1-1) : Boyle.
- 1989 : Arabesque (Murder, She Wrote), épisode « Salade russe » (From Russia... with Blood, 5-14) : Cyril Grantham.
- 1990 : Le Père Dowling (Father Dowling Mysteries), épisode « The Royal Mystery » (3-1) : Sir Robert.
- 1990 : Arabesque (Murder, She Wrote), épisode « Un regrettable malentendu » (Deadly Misunderstanding) (7-2) : Drew Garrison.
- 1990 : Boon, épisode « The Belles of St. Godwalds » (5-7) : Simon Bradleigh.
- 1991 : Cluedo, 6 épisodes : le professeur Violet.
- 1991-1992 : Trainer, 23 épisodes : John Grey.
- 1993 : SeaQuest, police des mers (SeaQuest DSV), épisode « Pour une mine d'or » (SeaWest) (1-10) : Frank Cobb.
- 1994 : Babylon 5, épisode « L'Infection » (Infection) (1-4) : Dr Vance Hendricks.
- 1994 : Heartbeat, épisode « Arms and the Man » (4-10) : Cooper.
- 1995-1997 : VR.5, 7 épisodes : Dr Joseph Bloom.
- 1996 : Mr. et Mrs. Smith, épisode « La Mission impossible » (The Impossible Mission, 1-11) : Ian Felton.
- 1997 : New York, police judiciaire (Law and Order), épisode « Passé imparfait » (Past Imperfect, 7-22) : Craig Holland.
- 1997 : Au-delà du réel : L'aventure continue (The Outer Limits), épisode « Des hommes de pierre » (Feasibility Study, 3-17) : Joshua Hayward.
- 1997 – 1998 : Nom de code : TKR (Team Knight Rider), 5 épisodes : Mobius.
- 1998 : Three, épisode « Hope » (1-2) : Donald Scobie.
- 1999 : Sex and the City, épisode « Family Business » (Shortcomings) (2-15) : Duncan.
- 2000 : Enquêtes à la une (Deadline), épisode « Sur un air de valse » (Lovers and Madmen) (1-2) : Harry Hobbs.
- 2001 – 2002 : The Education of Max Bickford, 9 épisodes : Walter Thornhill.
- 2002 : Jeremiah, épisode « Les non-dits - 1re partie » (Things Left Unsaid - Part 1) (1-19) : Clarence.
- 2003 : JAG  : Dr Donald Mallard (« Ducky ») (saison 8, épisodes 20 et 21).
- 2003-2023 : NCIS : Enquêtes spéciales (NCIS: Naval Criminal Investigative Service) : Dr Donald « Ducky » Mallard (principal saison 1 à 20 - hommages saison 21 épisode 2 en flash-backs).
- 2006-2009 : Les Remplaçants, 67 épisodes : Bolade.
- 2008-2010 : Ben 10: Alien Force, 4 épisodes : Paradox (voix anglophone).
- 2009 : Batman : L'Alliance des héros (Batman: The Brave and the Bold), épisode « La Main du Chevalier noir ! » (Day of the Dark Knight!) (1-5) : Merlin (voix anglophone).
- 2010-2011 : Ben 10: Ultimate Alien , 3 épisodes : Paradox (voix anglophone).
- 2014-2015 : NCIS : Nouvelle-Orléans : Dr Donald « Ducky » Mallard (2 épisodes).

### Jeux vidéo
- 1996 : Privateer 2: The Darkening : le capitaine du Canera.

## Composition musicale
Dans les années 1960, David McCallum a composé quatre albums avec le producteur David Axelrod :
- Music… A Part of Me (Capitol ST 2432, 1966),
- Music… A Bit More of Me (Capitol ST 2498, 1966),
- Music… It’s Happening Now! (Capitol ST 2651, 1967),
- McCallum (Capitol ST 2748, 1968).

McCallum n'a pas été chanteur sur sa musique.